# يهود مغاربيون
اليهود المغاربيون (بالعبرية: מַגּרֶבִּים Maghrebim أو מַאגרֶבִּים) أو يهود شمال إفريقيا (יהודי צפון אפריקה) هم من اليهود الأصليين الذين عاشوا تقليديًا في منطقة المغرب العربي في شمال أفريقيا تحت الحكم العربي خلال العصور الوسطى. كانت المجتمعات اليهودية القائمة موجودة في شمال إفريقيا قبل وقت طويل من وصول اليهود السفارديم، الذين طردوا من البرتغال وإسبانيا وهاجروا إلى شمال إفريقيا بسبب القرب. غالبًا ما يشير مصطلح «اليهود المغاربيون» (اليهود المغربيون واليهود الجزائريون واليهود التونسيون واليهود الليبيون) إلى اليهود المصريين أيضًا. يشكل هؤلاء اليهود، من شمال إفريقيا، ثاني أكبر مجموعة يهودية في الشتات.
عاش اليهود في مجتمعات متعددة في شمال إفريقيا لأكثر من 2000 عام، وكانت أقدم المجتمعات اليهودية موجودة خلال العصر الروماني وربما في وقت مبكر داخل المستعمرات البونيقية في فترة قرطاج القديمة. اختلط اليهود المغاربيون إلى حد كبير باليهود السفارديم الوافدين حديثًا، بدءًا من القرن الثالث عشر حتى القرن السادس عشر، وفي النهاية طغى عليهم السفارديم واعتنقوا الهوية اليهودية السفاردية في معظم الحالات.
انهارت المجتمعات اليهودية المغاربية والسفاردية المختلطة في منتصف القرن العشرين بسبب الهجرة اليهودية من الدول العربية، وانتقلت في الغالب إلى إسرائيل وفرنسا وكندا وفنزويلا. اليوم، اعتنق أحفاد اليهود المغاربيين السفارديم في إسرائيل إلى حد كبير الهوية اليهودية الإسرائيلية المجددة، واختلطوا بالمجتمعات اليهودية الأشكنازية والمزراحيين هناك. بعض اليهود المغاربيين السفارديم (حرفيًا اليهود الغربيون) يعتبرون أنفسهم أيضًا جزءًا من المجتمع اليهودي الشرقي (اليهود الشرقيون، أو البابليون)، على الرغم من عدم وجود صلة مباشرة بين المجتمعين، لكن لديهما تاريخ متشابه فهما من خلفية ناطقة بالعربية، ونزحوا بشكل جماعي موازٍ من الدول العربية والإسلامية: غادر المزراحيون دول الشرق الأوسط، وغادر المغاربيون السفارديم دول شمال إفريقيا في منتصف القرن العشرين.

## التاريخ المبكر

### قبل عام 1492
تعود بعض المستوطنات اليهودية في شمال إفريقيا إلى عصور ما قبل الرومان، وربما ترتبط بالمستوطنات البونيقية المتأخرة في المنطقة.
وترجع الإشارات السابقة للوجود اليهودي إلى برقة، وهي مستعمرة يونانية في شرق ليبيا وموطن لمجتمع يهودي مبكر. ومن بين اليهود البارزين من برقة أو قورينا في تلك الحقبة سمعان القوريني المذكور في العهد الجديد. بعد هزيمة اليهود في الحرب اليهودية الرومانية الأولى عام 70 م، رحّل الجنرال الروماني تيتوس العديد من اليهود إلى مملكة موريطنية، التي تشمل المغرب العربي الحديث واستقر الكثير منهم فيما يعرف الآن بتونس. عمل هؤلاء المستوطنون في الزراعة وتربية الماشية والتجارة. وقد قُسموا إلى عشائر، أو قبائل، يحكمها رؤساءهم، وكان عليهم أن يدفعوا للرومان ضريبة الرؤوس، وقدرها شيكلان.
عانى اليهود من خسائر خلال حرب كيتوس (الشتات)، لكنهم استمروا بالانتشار في أجزاء شمال إفريقيا التي كانت تحت حكم الإمبراطورية الرومانية المتأخرة. وبعد 429 م، مع الوندال المتسامحين إلى حد ما، زاد السكان اليهود في شمال إفريقيا وانتشروا لدرجة أن مجالس الكنيسة الأفريقية قررت سن قوانين تقييدية ضدهم. كانت الأراضي الأمازيغية شرق الإسكندرية متسامحة نسبيًا وكانت تاريخيًا ترحيبية جدًا للمسيحيين واليهود خلال الإمبراطورية الرومانية بشكل ملحوظ. وبعد الإطاحة بالوندال على يد بيليساريوس عام 534 م في العصر الروماني، أصدر جستينيان الأول مرسومه بالاضطهاد، حيث صنف اليهود مع الأريوسيين والوثنيين.
استقرت مجموعة يهودية في جزيرة جربة قبالة سواحل جنوب تونس خلال الفترة الرومانية. يتكون معظمهم من كهنة هارونيين، وقد بنوا بشكل خاص كنيس غريبة بالحجارة القادمة مباشرة من أورشليم. وما يزال كنيس غريبة حتى يومنا مقصد العديد من يهود شمال إفريقيا.
في ظل سيطرة المسلمين، تطورت المجتمعات اليهودية في مراكز حضرية مهمة مثل القيروان والمدن الساحلية في تونس، في تلمسان، وبجاية والجزائر في المغرب الأوسط بقدر ما في أقصى المغرب العربي (المغرب الحديث) وخاصة في فاس وجبال الأطلس بين السكان الأمازيغ. كانت العلاقات بين المسلمين واليهود في المغرب العربي جيدة نسبيًا بفضل عصر الأندلس السلمي، حتى صعود الموحدين، الذين اضطهدوا غير المسلمين إلى حد كبير في بداية حكمهم. وجرت معاملة اليهود في وقت لاحق بشكل جيد نسبيًا من قبل السلالات المسلمة الأمازيغية، وهم بنو مرين وبنو زيان وبنو زيري.
في القرن السابع، ازداد عدد السكان اليهود بسبب المهاجرين اليهود الإيبريين، الذين فروا من اضطهاد ملك القوط الغربيين سيزبوت وخلفائه، وفروا إلى المغرب العربي واستقروا في الإمبراطورية البيزنطية المحلية. حدثت هجرة أكبر بكثير لليهود السفارديم بين عامي 1391 و1492، بموجب مرسوم الحمراء للطرد والملاحقة في إسبانيا والبرتغال.
أصبحت مدن فاس وتونس على التوالي في المغرب وتونس مراكز حاخامية سفاردية مهمة، حتى أوائل القرن العشرين، عندما استقر معظم السكان اليهود في إسرائيل وفرنسا وكندا وأمريكا اللاتينية.

### محاكم التفتيش الإسبانية عام 1492
كان هناك وجود لليهود في منطقة المغرب العربي بشمال إفريقيا منذ آلاف السنين، ولكن غالبية اليهود المغاربيين هم من نسل اليهود الإسبان الذين طردوا من إسبانيا خلال محاكم التفتيش الإسبانية عام 1492.
كانت محاكم التفتيش الإسبانية حركة ذات دوافع دينية سعت للحفاظ على الوجود الكاثوليكي في إسبانيا وتعزيزه. أمر الملكان الكاثوليكيان، فرناندو وإيزابيلا، بطرد اليهود الإسبان في يناير عام 1492، وفي 30 يوليو عام 1492 طرد مئات الآلاف من اليهود الإسبان من إسبانيا، وانتقلوا بشكل أساسي إلى منطقة المغرب العربي بسبب قربها، ولكن ذهبوا إلى أماكن أخرى مثل اليونان وإيطاليا والأناضول أيضًا.
في وقت قريب من محاكم التفتيش الإسبانية، أثناء الإصلاح المضاد. كان الإصلاح المضاد هو الرد الكاثوليكي على الإصلاح البروتستانتي، وهي حركة في أوروبا تسعى جاهدة لنشر طائفة جديدة من المسيحية، البروتستانتية، في جميع أنحاء أوروبا. انتشر الإصلاح المضاد في الغالب في جنوب أوروبا، وهو سبب كبير لكون جنوب أوروبا، في الغالب، أكثر كاثوليكية وأقل بروتستانتية بكثير من غالبية شمال أوروبا. كونها حركة للحفاظ على التأثير الكاثوليكي على المجتمع وتقويته، ولم يكن ذلك منوطًا بالبروتستانتية فحسب، بل أي معتقد غير كاثوليكي كان يُنظر إليه على أنه تهديد للمجتمع الكاثوليكي. وهكذا، تحرك يهود إسبانيا بشكل كبير جنوبًا إلى منطقة المغرب العربي في شمال إفريقيا وانتشروا بسرعة.

## التاريخ الحديث

### الحرب العالمية الثانية والهولوكوست
عشية الحرب العالمية الثانية، عاش 400 ألف يهودي في المغرب العربي، وكان كل بلد يعامل سكانه بشكل مختلف طوال هذا الوقت.
حصل اليهود الجزائريون (نحو 35000) على الجنسية الفرنسية بموجب مرسوم كريمييه في عام 1870. ثم أشرف نظام فيشي الفرنسي على الجالية اليهودية في الجزائر خلال الحرب العالمية الثانية، ووضع تدابير معادية للسامية، وجرد اليهود من حقوقهم، وأجبرهم على ارتداء علامات تعريف، ووضع حصص للقبول في المدارس الابتدائية.
كانت تونس الدولة الوحيدة التي لها اتصال مباشر بالجيش الألماني؛ احتلت ألمانيا البلاد لمدة ستة أشهر من عام 1942 حتى عام 1943 إلى أن استعادتها قوات الحلفاء. وتحت الاحتلال الألماني، عانى السكان اليهود، الذين كانوا 89 ألف، من النظام النازي وتعرضوا لمعاملة قاسية.
في المغرب، وُضعت قوانين معادية لليهود موضع التنفيذ واعتقل ما لا يقل عن 2100 يهودي في معسكرات عمل.